# Euroradar CAPTOR
L'Euroradar Captor est un radar multimodal à effet Doppler et impulsions mécaniques de nouvelle génération conçu pour l'avion de combat Eurofighter Typhoon . Il est aussi connu sous l'appellation European Common Radar System (ECRS) Mk 1.
Le développement de Captor a conduit au projet AMSAR (Airborne Multirole Solid State Active Array Radar) qui a finalement produit le CAESAR (Captor Active Electronically Scanned Array Radar), maintenant connu sous le nom de Captor-E.

## Développement
Le développement a commencé avec l'ECR-90 dans les laboratoires de radar Ferranti d'Édimbourg, qui hébergent de nombreux systèmes radar britanniques. L'ECR-90 est basé sur le radar Blue Vixen qui avait été développé pour le BAE Sea Harrier FA2. Le choix du radar était devenu une pierre d'achoppement majeure du projet EFA, comme on l'appelait à l'époque l'Eurofighter Typhoon. La Grande-Bretagne, l'Italie et l'Espagne ont soutenu l' ECR-90 Ferranti, tandis que l'Allemagne de l'Ouest a préféré le MSD2000, basé sur la famille de radars américains AN/APG-65 en cours de développement dans le cadre d'une collaboration entre Hughes, AEG et GEC .
Un accord a été conclu après que le secrétaire britannique à la Défense, Tom King a assuré à son homologue ouest-allemand Gerhard Stoltenberg que le gouvernement britannique soutiendrait le projet et permettrait à GEC d'acquérir Ferranti Defence Systems auprès de sa société mère en difficulté. Les laboratoires de Ferranti sont devenus le nouveau GEC Ferranti en 1990, puis BAE Systems Avionics lorsque les différentes divisions d'électronique militaire de GEC - Ferranti, Marconi et Elliott Brothers - ont été fusionnées.
Hughes a poursuivi GEC pour 600 millions de dollars pour son rôle dans la sélection de l'EFA et a allégué qu'elle avait utilisé la technologie Hughes dans l'ECR-90 lorsqu'elle a repris Ferranti. Il a par la suite abandonné cette allégation et s'est vu octroyer 23 millions de dollars; le tribunal a jugé que le MSD-2000 "avait une chance réelle ou substantielle de réussir si GEC n'était pas intervenu de manière délictuelle ... et avait fait en sorte que les entreprises, qui étaient liées par l'accord de collaboration, s'acquittent fidèlement et diligemment de leurs obligations continues en vertu de celui-ci de faire pression et de promouvoir le cas pour MSD-2000. " 
Depuis ces événements, d'autres fusions ont eu lieu dans l'industrie. Des parties de BAE Systems Avionics ont été fusionnées avec Galileo Avionica pour former SELEX Galileo en 2005, qui a ensuite fusionné avec d'autres sociétés d'électronique de défense Finmeccanica en 2013 pour créer Selex ES (fusionnée à son tour en Finmeccanica, rebaptisée Leonardo depuis 2017). L'effort de développement est désormais organisé dans le cadre du consortium Euroradar, composé principalement de Selex ES  ainsi que d' Airbus et d' Indra .
L'ECR-90 a été renommé CAPTOR lorsque le projet a franchi le cap du contrat de production. 

### Version Captor-E AESA

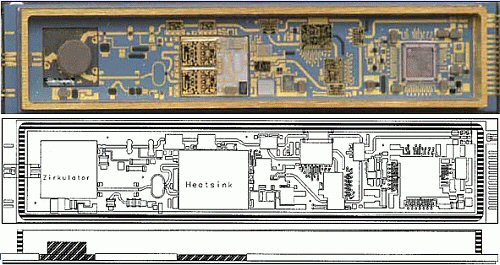
Module TR

En 1993, un projet de recherche européen a été lancé afin de créer le radar à matrice active à semiconducteurs aéroporté (AMSAR). Il était géré par le consortium anglo-franco-allemand GTDAR ("GEC-Thomson- DASA Airborne Radar") (désormais Selex ES, Thales et Airbus respectivement). Cela a évolué pour devenir le CAESAR (Captor Active Electronically Scanned Array Radar), maintenant connu sous le nom de Captor-E Active à balayage électronique . 
En mai 2007, le Eurofighter Development Aircraft 5 a effectué le premier vol avec un prototype du Captor-E.  Le Captor-E est basé sur le radar Captor actuellement en service sur les avions Eurofighter. La nouvelle génération de radar est destinée à remplacer les antennes à direction mécanique et les émetteurs haute puissance utilisés sur les avions Eurofighter actuels par un réseau à direction électronique. Cela permet de nouvelles capacités de mission pour les avions de combat telles que les fonctionnalités radar simultanées, la surveillance aérienne, l'air-sol et le contrôle des armes. Le nouveau radar améliore la portée efficace des missiles air-air de l'avion et permet une détection et un suivi plus rapides et plus précis de plusieurs avions avec des coûts de cycle de vie inférieurs.  En juillet 2010, il a été signalé que le consortium Euroradar avait fait une offre formelle pour fournir une solution AESA pour l'Eurofighter. Le consortium prévoit de conserver autant d'équipement «back-end» que possible tout en développant le nouveau radar et a également déclaré que l'inclusion d'un radar AESA était un élément important pour obtenir les commandes des pays étrangers. 
Le 19 novembre 2014, au bureau d'Édimbourg de Selex ES, le consortium européen Eurofighter GmbH et l'agence intergouvernementale NETMA (NATO Eurofighter and Tornado Management Agency) ont signé un contrat d'un montant d'un milliard d'euros pour développer le réseau d'antennes numériques à balayage électronique Captor- E radar pour le Typhoon.

## Versions
Les tergiversations des pays engagés au sein de l'Eurofighter débouchent maintenant sur trois versions du radar CAPTOR-E ou  :
- Le CAPTOR-E Mk0 soit la version de base de Leonardo destinée au Qatar et au Koweit.
- Le CAPTOR-E MK1 dont l'interface est développée par Hebsoldt pour l'Allemagne et l'Espagne.
- Le CAPTOR-E en développement au Royaume-Uni pour la RAF

### L'ECRS Mk.2
Développé par Leonardo UK, le nouveau ECRS Mk.2 est un puissant radar AESA capable d'effectuer des détections air-air et air-sol ainsi que des fonctions de guerre électronique et d'attaques électroniques, grâce à son réseau multifonction.
Leonardo avait livré le premier prototype de l'ECRS Mk.2 à BAE Systems dans son usine de Warton, dans le Lancanshire, en avril 2023. Cette livraison faisait partie d'un programme de 2,38 milliards de dollars US prévu en juillet 2022 pour remplacer le radar à balayage mécanique Captor M existant de l'avion.
Sa particularité est qu'il est « balayé électroniquement » comme un radar AESA sans pièces mobiles , mais qu'il peut également être « orientable », comme un radar à balayage mécanique. Cela est rendu possible grâce à un « repositionneur », monté sur une seule articulation rotative,
Le radar devrait être installé sur les 40 chasseurs Typhoon FGR4 de la RAF acquis dans le cadre de la Tranche 3. 
Le premier vol a lieu le 27 septembre 2024 depuis les installations de BAE Systems à Warton avec l'avion d'essai Typhoon ZK355/BS116, qui a été désigné comme banc d'essai pour le nouveau radar.

## Opérateurs militaires
- Allemagne
- Espagne
- Royaume-Uni